# Loretta Devine
Loretta Devine (Houston, 21 de agosto de 1949) é uma atriz e cantora estadunidense. Mais conhecida por seus papeis como Marla Hendricks na serie Boston Public, Adele Webber em Grey's Anatomy e Patti Dellacroix em Eli Stone. Atuou em filmes de terror como Lenda Urbana e Lenda Urbana 2, e apareceu na primeira temporada da série Supernatural, ao lado de Jensen Ackles e Jared Padalecki. Fez também uma participação na serie Todo Mundo Odeia o Chris, na qual interpretou Maxine, a avó de Chris.

## Biografia
Loretta Devine nasceu em Houston, Texas. Sua mãe, Eunice O'Neal (née Toliver), era uma esteticista, e seu pai, James Devine, trabalhou como operário. Ela cresceu na área de Acres Homes of Houston. Ela era muito ativo no pelotão da vitalidade, e se apresentou em shows de talentos na George Washington Carver High School.
Loretta Devine se formou na Universidade de Houston em 1971, Se graduou em Discurso e Drama na Universidade Brandeis em 1976 com uma mestre das artes no teatro.

## Carreira
Loretta Devine mais conhecida por seus papéis como Marla Hendricks na série dramática da Fox Boston Public e por seu papel recorrente como Adele Webber na serie Grey's Anatomy, no qual ela ganhou um Prêmio da Primetime Emmy de Melhor Atriz Convidada em série Dramática em 2011. Ela teve um papel na série Everybody Hates Chris como mãe de Rochelle. Loretta Devine teve papeis menores nos filmes Kingdom Come, Waiting to Exhale, The Preacher's Wife, I Am Sam, Urban Legend, Crash, This Christmas, Death at a Funeral, Lottery Ticket e Jumping the Broom. Ela atualmente interpreta Cynthia Carmichael na serie de comédia The Carmichael Show.

## Filmografia

### Filme
| Ano  | Titulo                             | Papel              | Notas                                                                                                  |
| ---- | ---------------------------------- | ------------------ | --- |
| 1981 | Will                               | —                  | |
| 1983 | Anna to the Infinite Power         | Ms. Benson         | |
| 1988 | The Murder of Mary Phagan          | Annie Maude Carter | Filme de Televisão                                                                                     |
| 1988 | Little Nikita                      | Verna McLaughlin   | |
| 1988 | Sticky Fingers                     | Diane              | |
| 1989 | Parent Trap III                    | Thelma             | Filme de Televisão                                                                                     |
| 1989 | Heart and Soul                     | Tonia Harris       | Filme curto                                                                                            |
| 1990 | Stanley & Iris                     | Bertha             | |
| 1990 | Sugar and Spice                    | Loretta Fontaine   | |
| 1990 | Cop Rock                           | Juror              | |
| 1991 | Livin' Large                       | Nadine Biggs       | |
| 1992 | Caged Fear                         | Judy               | |
| 1992 | Class Act                          | Blade's mom        | |
| 1993 | Amos & Andrew                      | Ula                | |
| 1993 | The American Clock                 | Irene              | Filme de Televisão                                                                                     |
| 1994 | The Hard Truth                     | Nichols' secretary | |
| 1995 | Waiting to Exhale                  | Gloria Matthews    | NAACP Image Award de Melhor Atriz Coadjuvante em Filme                                                 |
| 1996 | Rebound                            | Miss Mary          | Filme de Televisão                                                                                     |
| 1996 | The Preacher's Wife                | Beverly            | NAACP Image Award de Melhor Atriz Coadjuvante em Filme                                                 |
| 1997 | The Price of Kissing               | Jackee             | |
| 1997 | Hoodlum                            | Pigfoot Mary       | |
| 1997 | Clover                             | Everleen           | Filme de Televisão                                                                                     |
| 1997 | Lover Girl                         | Leticia            | |
| 1997 | Don King: Only in America          | Connie Harper      | Filme de Televisão                                                                                     |
| 1998 | Urban Legend                       | Reece Wilson       | |
| 1999 | Lillie                             | Michelle           | |
| 1999 | Operation Splitsville              | Principal          | |
| 1999 | Funny Valentines                   | Dearie B.          | Filme de Televisão                                                                                     |
| 1999 | The Breaks                         | Floria             | |
| 1999 | Jackie's Back!                     | Snookie Tate       | Filme de Televisão                                                                                     |
| 1999 | Introducing Dorothy Dandridge      | Ruby Dandridge     | Filme de Televisão                                                                                     |
| 2000 | Punks                              | Health counselor   | |
| 2000 | Freedom Song                       | Evelyn Walker      | NAACP Image Award de Melhor Atriz em Filme para Televisão, Minissérie ou Especial de Drama             |
| 2000 | Best Actress                       | Connie Travers     | Filme de Televisão                                                                                     |
| 2000 | Urban Legends: Final Cut           | Reese Wilson       | |
| 2000 | What Women Want                    | Flo the Doorwoman  | |
| 2001 | Kingdom Come                       | Marguerite Slocumb | NAACP Image Award de Melhor Atriz Coadjuvante em Filme                                                 |
| 2001 | I Am Sam                           | Margaret Calgrove  | |
| 2002 | Baby of the Family                 | Delores            | |
| 2002 | Book of Love                       | —                  | |
| 2003 | Zoe Busiek: Wild Card              | —                  | |
| 2004 | Woman Thou Art Loosed              | Cassey Jordan      | Independent Spirit Award de Melhor Feminino NAACP Image Award de Melhor Atriz Coadjuvante em Filme     |
| 2004 | Crash                              | Shaniqua Johnson   | Black Reel Award de Melhor Atriz Coadjuvante                                                           |
| 2005 | King's Ransom                      | Miss Gladys        | |
| 2006 | Dirty Laundry                      | Evelyn             | |
| 2006 | Life Is Not a Fairy Tale           | Addie Collins      | Filme curto NAACP Image Award de Melhor Atriz em Filme para Televisão, Minissérie ou Especial de Drama |
| 2006 | Dreamgirls                         | Jazz singer        | |
| 2007 | Cougar Club                        | Dolly              | |
| 2007 | This Christmas                     | Ma'Dere            | NAACP Image Award de Melhor Atriz Coadjuvante em Filme                                                 |
| 2008 | First Sunday                       | Sister Doris       | |
| 2008 | Beverly Hills Chihuahua            | Delta              | |
| 2008 | Spring Breakdown                   | Dr. Marguerite     | |
| 2009 | My Son, My Son, What Have Ye Done? | Miss Roberts       | |
| 2010 | Legally Mad                        | Jeanette           | Filme de Televisão                                                                                     |
| 2010 | Death at a Funeral                 | Cynthia            | |
| 2010 | Lottery Ticket                     | Grandma            | |
| 2010 | For Colored Girls                  | Juanita Sims       | |
| 2010 | Politics of Love                   | Shirlee Gupta      | |
| 2011 | Jumping the Broom                  | Pamela Taylor      | |
| 2011 | Madea's Big Happy Family           | Shirley            | |
| 2013 | Khumba                             | Mama V             | |
| 2014 | You're Not You                     | Marilyn            | |
| 2015 | Welcome to Me                      | The Lawyer         | |
| 2016 | Norm of the North                  | Tamecia            | Voz |

### Televisão
| Ano             | Titulo                      | Papel                             |
| --------------- | --------------------------- | --------------------------------- |
| 1987            | CBS Summer Playhouse        | Cheryl                            |
| 1987–1988       | A Different World           | Stevie Rallen                     |
| 1989            | Amen                        | Lydia Cummings                    |
| 1990            | Murphy Brown                | Nurse Hawking                     |
| 1991            | Great Performances          | Janine                            |
| 1991            | Reasonable Doubts           | Valerie Hall                      |
| 1992–1993       | Roc                         | Cynthia                           |
| 1995            | Picket Fences               | Marla Melrose                     |
| 1995            | Ned and Stacey              | Mrs. Duncan                       |
| 1997            | Fairy Tales for Every Child | Mother                            |
| 1997            | Touched by an Angel         | Tonya Hawkin                      |
| 1999–2003       | The PJs                     | Muriel Stubbs                     |
| 1999            | Moesha                      | Steph                             |
| 1999            | Clueless                    | Phyliss Holiday                   |
| 2000–2004       | Boston Public               | Marla Hendricks                   |
| 2000            | Family Law                  | Gloria Rivers                     |
| 2000            | Ally McBeal                 | Nora Mills                        |
| 2003            | The System                  | Mrs. Marsha Waters                |
| 2003            | Half & Half                 | Erika                             |
| 2004–2005       | Wild Card                   | M. Pearl McGuire                  |
| 2005–2013       | Grey's Anatomy              | Adele Webber                      |
| 2005 - 2017     | Supernatural                | Missouri Moseley                  |
| 2005–2006       | Girlfriends                 | Judge Vashti Jackson              |
| 2006            | Boston Legal                | Annabelle Carruthers              |
| 2006–2007       | Everybody Hates Chris       | Maxine                            |
| 2007            | Boston Legal                | Judge Victoria Thomson            |
| 2008–2009       | Eli Stone                   | Patti Dellacroix                  |
| 2009            | Cold Case                   | Chandra Patterson '09             |
| 2010            | Party Down                  | Diane Ellison                     |
| 2011            | Glee                        | Sister Mary Constance             |
| 2011            | State of Georgia            | Aunt Honey                        |
| 2012–presente   | Doc McStuffins              | Hallie Hippo                      |
| 2012            | The Game                    | Grandma Mack                      |
| 2012            | The Cleveland Show          | Shirley                           |
| 2012            | RuPaul's Drag Race          | Ela Mesma                         |
| 2012            | Shake It Up                 | Judge Marsha                      |
| 2012–2013       | The Client List             | Georgia Cummings                  |
| 2014            | Psych                       | Melba Birdson                     |
| 2014-2015       | Sirens                      | Hank's Mother                     |
| 2015–presente   | The Carmichael Show         | Cynthia Carmichael                |
| 2019 - presente | Family Reunion              | Amelia "M'dear" Williams McKellan |
| 2019            | A Family Reunion Christmas  | Amelia "M'dear" Williams McKellan |